# Ellen Hellwig
Ellen Hellwig (* 1946 in Trondheim, Norwegen) ist eine deutsche Schauspielerin, Hörspiel- und Synchronsprecherin.

## Leben
Ellen Hellwig wurde 1946 in Trondheim, Norwegen geboren. Von 1967 bis 1971 studierte sie an der Theaterhochschule „Hans Otto“ in Leipzig. Von 1971 an war sie vier Jahrzehnte lang festes Ensemblemitglied am Schauspiel Leipzig, wo sie unter anderem mit Regisseuren wie Matthias Brenner, Christina Emig-Könning, Wolfgang Engel, Dietrich Kunze, Alexander Lang, Konstanze Lauterbach, Enrico Lübbe, Armin Petras und Michael Thalheimer arbeitete.
Nachdem Sebastian Hartmann als Centraltheater-Intendant das Theater „neu erfinden wollte“, was beim Publikum als dogmatische Effekthascherei empfunden wurde verließ Hellwig wie einige andere Regisseure (Jorinde Dröse) und Mitglieder des Ensembles (Vulesica und Henrike von Kuick) Leipzig.
Zur Spielzeit 2010/2011 wechselte Ellen Hellwig ins Ensemble des Schauspiel Chemnitz. Dort spielte sie 2010/2011 in „Dona Rosita oder Die Sprache der Blumen“ von Federico García Lorca und 2012 die Königin Margarete in Yvonne, Prinzessin von Burgund von Witold Gombrowicz. Im Sommer 2012 wird sie als Maude in Harold und Maude von Colin Higgins auf der Bühne stehen.
Im Laufe ihrer Karriere hat Ellen Hellwig auch in TV-Spielfilmen und Fernsehserien mitgewirkt, sowohl für die DEFA als auch in den letzten Jahrzehnten nach der Wende. Darüber hinaus arbeitet sie als Hörspiel- und Synchronisationsprecherin. So synchronisierte 1979 sie die tschechische Schauspielerin Libuse Safránková in Der Prinz und der Abendstern

## Theaterstücke (Auswahl)
Schauspiel Leipzig
- Jerome Kilty: Geliebter Lügner. Regie: Friedhelm Eberle. Spielzeit 2005/2006. Rolle: Jenny.[5]
- Christoph Hein: Horns Ende. Regie: Armin Petras. Spielzeit 2006. Rolle: Irene.[6]
- Medea, Regie: Christoph Schönborn. Spielzeit 2009/2010. Rolle: Amme.[7]
- Arsen und Spitzenhäubchen, Spielzeit 2009/2010[8]

Schauspiel Chemnitz
- Dona Rosita oder Die Sprache der Blumen von Federico García Lorca, Spielzeit 2010/2011
- Yvonne, Prinzessin von Burgund von Witold Gombrowicz. Deutsch von Olaf Kühl, Regie: Mateja Koležnik, Rolle: Königin Margarete, Premiere: 3. Februar 2012.[9]
- Rechnitz (Der Würgeengel) von Elfriede Jelinek, Regie: Enrico Lübbe, Premiere: 17. März 2012.[10]
- Harold und Maude von Colin Higgins. Deutsch von Udo Birckholz, Regie: Christian Brey, Rolle: Maude, Premiere: 30. Juni 2012.

## Filmografie
- 1973: Polizeiruf 110: Freitag gegen Mitternacht (TV-Reihe)
- 1980: Solo für Martina (Fernsehfilm)
- 1982: Der lange Ritt zur Schule
- 1985: Weiße Wolke Carolin
- 1985: Meine Frau Inge und meine Frau Schmidt
- 1990: Abschiedsdisco
- 1999: In aller Freundschaft (TV-Serie, eine Folge)
- 2004: Hunger auf Leben (TV)
- 2004, 2009: SOKO Leipzig (TV-Serie, zwei Folgen)

## Diskographie / Hörspiele (Auswahl)
- Gerhart Hauptmann: Vor Sonnenuntergang, Bearbeitung: Ulrich Griebel, Regie: Walter Niklaus, Musik: Günter Neubert. Mit Günter Grabbert (Matthias Clausen), Friedhelm Eberle (Wolfgang), Jörg Lichtenstein (Egmont), Regina Jeske (Bettina), Marylu Poolman (Paula), Ursula Werner (Inken), Carla Valerius (Frau Peters), Peter Sodann (Steinitz), Lutz Riemann (Eibisch), Horst Schönemann (1927–2002) (Geiger), Hilmar Eichhorn (Erich), Ellen Hellwig (Otilie), Gert Gütschow (Hanefeld), Wolf Goette (1909–1995) (Pastor Imoos), Rundfunk der DDR 1985.
- 1992: Fitzgerald Kusz: Schdille bisde (Bekannte) – Regie: Peter Groeger (Mundarthörspiel – MDR)
- Mike McSorley: Der verschwundene Maestro.  Regie: Klaus Zippel, Musikalische Einrichtung: Kai-Erik Ziegenrücker, Darsteller: Peter Fricke, Martin Flörchinger, Marylu Poolman, Andrea Solter, Wolfgang Jakob, Ellen Hellwig, Wolfgang Pampel u. a. Produktion: Mitteldeutscher Rundfunk 1996 Länge: ca. 55 Min.[11]
- Dick Francis: Zügellos. Hörspielbearbeitung nach dem Roman Zügellos: Alexander Schnitzler. Regie: Klaus Zippel, Produktion: MDR und SWR, 2002, Musik: Pierre Oser, 1 CD, Länge: ca. 71 Min. Der Audio Verlag, Berlin 2003, ISBN 3-89813-266-8.
- Dorothy L. Sayers: Der Pfirsichdieb. Mit Peter Fricke, Dagmar von Thomas, Conny Wolter, Felix Spyrka, Marlies Reusche, Wolfgang Winkler, Ellen Hellwig und Walter Niklaus, MDR 2005, Edel records GmbH, Länge: ca. 41 Min. EAN 4029758622254.
- Iain Levison: Betriebsbedingt gekündigt. Bearbeitung/Regie: Steffen Moratz, mit: Jörg Schüttauf, Torben Kessler, Hansjürgen Hürrig, Götz Schweighöfer, Mirco Kreibich, Udo Schenk, Bernhard Schütz, Reiner Heise, Ellen Hellwig, Andreas Keller, Sigrun Fischer, Peter W. Bachmann, u. a., Länge: ca. 51 Min. Mitteldeutscher Rundfunk 2007.[12]
- Anthony Burgess: Clockwork Orange. Mit Martin Olbertz, Winfried Glatzeder, Peter W. Bachmann,  Thomas Rudnick, Wolfgang Winkler und Ellen Hellwig, Der Audio Verlag, 2012, ISBN 978-3-86231-158-3.[13]